# سان جان دو لوز
سان جان دو لوز أو شَنْتُ جُوَان (بالفرنسية: Saint-Jean-de-Luz)‏، هي بلدية في فرنسا تقع في إقليم البرانيس الأطلسية في منطقة نوفال-آكيتن (Nouvelle-Aquitaine).

## المناخ
يظهر الجدول التالي التغييرات المناخية على مدار السنة لسان جان دو لوز:
| البيانات المناخية لـسان جان دو لوز | البيانات المناخية لـسان جان دو لوز | البيانات المناخية لـسان جان دو لوز | البيانات المناخية لـسان جان دو لوز | البيانات المناخية لـسان جان دو لوز | البيانات المناخية لـسان جان دو لوز | البيانات المناخية لـسان جان دو لوز | البيانات المناخية لـسان جان دو لوز | البيانات المناخية لـسان جان دو لوز | البيانات المناخية لـسان جان دو لوز | البيانات المناخية لـسان جان دو لوز | البيانات المناخية لـسان جان دو لوز | البيانات المناخية لـسان جان دو لوز | البيانات المناخية لـسان جان دو لوز |
| الشهر                              | يناير                              | فبراير                             | مارس                               | أبريل                              | مايو                               | يونيو                              | يوليو                              | أغسطس                              | سبتمبر                             | أكتوبر                             | نوفمبر                             | ديسمبر                             | المعدل السنوي                      |
| ---------------------------------- | ---------------------------------- | ---------------------------------- | ---------------------------------- | ---------------------------------- | ---------------------------------- | ---------------------------------- | ---------------------------------- | ---------------------------------- | ---------------------------------- | ---------------------------------- | ---------------------------------- | ---------------------------------- | ---------------------------------- |
| الدرجة القصوى °م (°ف)              | 24.6 (76.3)                        | 28.4 (83.1)                        | 29.8 (85.6)                        | 32.5 (90.5)                        | 35.4 (95.7)                        | 39.0 (102.2)                       | 39.2 (102.6)                       | 40.2 (104.4)                       | 38.0 (100.4)                       | 33.2 (91.8)                        | 29.0 (84.2)                        | 26.0 (78.8)                        | 40.2 (104.4)                       |
| متوسط درجة الحرارة الكبرى °م (°ف)  | 12.8 (55.0)                        | 13.4 (56.1)                        | 15.4 (59.7)                        | 16.5 (61.7)                        | 19.5 (67.1)                        | 22.0 (71.6)                        | 24.2 (75.6)                        | 24.8 (76.6)                        | 23.4 (74.1)                        | 20.6 (69.1)                        | 16.0 (60.8)                        | 13.4 (56.1)                        | 18.5 (65.3)                        |
| المتوسط اليومي °م (°ف)             | 9.3 (48.7)                         | 9.6 (49.3)                         | 11.4 (52.5)                        | 12.6 (54.7)                        | 15.7 (60.3)                        | 18.3 (64.9)                        | 20.5 (68.9)                        | 21.0 (69.8)                        | 19.1 (66.4)                        | 16.6 (61.9)                        | 12.3 (54.1)                        | 10.0 (50.0)                        | 14.7 (58.5)                        |
| متوسط درجة الحرارة الصغرى °م (°ف)  | 5.8 (42.4)                         | 5.9 (42.6)                         | 7.4 (45.3)                         | 8.6 (47.5)                         | 11.8 (53.2)                        | 14.7 (58.5)                        | 16.8 (62.2)                        | 17.2 (63.0)                        | 14.9 (58.8)                        | 12.6 (54.7)                        | 8.7 (47.7)                         | 6.5 (43.7)                         | 10.9 (51.6)                        |
| أدنى درجة حرارة °م (°ف)            | −10.8 (12.6)                       | −12 (10)                           | −7.2 (19.0)                        | −2.4 (27.7)                        | 2.6 (36.7)                         | 4.2 (39.6)                         | 6.4 (43.5)                         | 7.2 (45.0)                         | 2.2 (36.0)                         | 0.5 (32.9)                         | −5.6 (21.9)                        | −8 (18)                            | −12 (10)                           |
| الهطول مم (إنش)                    | 139.0 (5.47)                       | 116.9 (4.60)                       | 110.9 (4.37)                       | 137.0 (5.39)                       | 115.1 (4.53)                       | 86.4 (3.40)                        | 70.1 (2.76)                        | 99.6 (3.92)                        | 118.0 (4.65)                       | 152.6 (6.01)                       | 182.0 (7.17)                       | 155.4 (6.12)                       | 1٬483 (58.39)                      |
| متوسط أيام هطول الأمطار (≥ 1.0 mm) | 13.4                               | 11.9                               | 12.3                               | 14.0                               | 12.4                               | 10.5                               | 8.6                                | 9.8                                | 9.7                                | 12.2                               | 13.1                               | 12.5                               | 140.4                              |
| المصدر: Météo France               |                                    |                                    |                                    |                                    |                                    |                                    |                                    |                                    |                                    |                                    |                                    |                                    |                                    |

## أعلام
- رينيه لاكوست
- زكريا موسوي
- ميغيل بوير
- هيرنان بين
- بيسنتي ليزارازو